# Преждевременный человек
Преждевременный человек — советский художественный фильм, снятый в 1971 году режиссёром Абрамом Роомом на киностудии «Мосфильм». Экранизация неоконченной пьесы М. Горького «Яков Богомолов» (около 1916 года). Премьера фильма состоялась в 1972 году. Фильм стал последней работой А. М. Роома. Фильм заканчивает трилогию, первым фильмом которой является «Гранатовый браслет» (1964) по А. Куприну, вторым — «Цветы запоздалые» (1969) по А. Чехову.

## Сюжет
Идея написания «Якова Богомолова» возникла у Горького в 1916 году, когда он гостил в Форосе у Ф. Шаляпина, а год спустя в Коктебеле замысел воплотился в пьесу.
Инженер-геодезист Яков Богомолов (Игорь Кваша) — человек-«трудоголик». Он переживает трудный период в своей жизни, постепенно теряя все дорогое, что у него есть. Недавно он закончил осушение болот где-то в Рязанской губернии, а теперь вместе с женой гостит в доме Никона Букеева (Александр Калягин) в Крыму. Богомолов был вызван им, чтобы изыскать воду для построения оросительной системы. Сутками он работает над проектом и пропадает в горах, где под палящим солнцем руководит рабочими на сооружении котлована. Тем временем его молодая жена Ольга (Анастасия Вертинская) предается утехам и гуляниям, кокетничая с окружающими мужчинами. Она не отрицает того, что может в любой момент полюбить другого, а Никон, тайно влюбленный в неё, строит планы по завоеванию её сердца.
Съёмки фильма происходили в Крыму, в Феодосии и окрестностях.

## В ролях
- Игорь Кваша — Яков Богомолов, инженер
- Анастасия Вертинская — Ольга Борисовна, жена Богомолова
- Александр Калягин — Никон Букеев
- Борис Иванов — Жан Онкль
- Нина Шацкая — Нина Аркадьевна
- Валентин Смирнитский — Борис Ладыгин
- Ирина Варлей — Верочка
- Анатолий Адоскин — Наум
- Татьяна Лукьянова — Дуняша
- Валентин Брылеев — эпизод
- Дмитрий Масанов — эпизод